# كينتارو يانو (مانغاكا)
كينتارو يانو (باليابانية: 矢野健太郎؛ بالكانا: やの けんたろう) هو مانغاكا ياباني، ولد في 3 أكتوبر 1957 في اليابان.

## وصلات خارجية
- كينتارو يانو على موقع ANN person (الإنجليزية)
- الموقع الرسمي